# Matthew Ebden
Matthew Ebden (* 26. listopadu 1987 Durban) je australský profesionální tenista narozený v Jihoafrické republice. V roce 2024 byl světovou jedničkou ve čtyřhře, kterou se stal jako šedesátý druhý od zavedení žebříčku ATP v březnu 1976 a pátý Australan po McNameem, Fitzgeraldovi, Woodbridgeovi a Woodfordeovi. Ve třech obdobích mezi únorem a červencem 2024 na vrcholu setrval devět týdnů. Ve své dosavadní kariéře na okruhu ATP Tour vyhrál dvanáct deblových turnajů. Na challengerech ATP a okruhu ITF získal do ledna 2019 patnáct titulů ve dvouhře a šestnáct ve čtyřhře.
Na pařížské olympiádě 2024 se stal olympijským vítězem v mužské čtyřhře po boku Johna Peerse, znamenající druhé australské zlato napříč tenisovými soutěžemi. Na grandslamu vyhrál mužskou čtyřhru ve Wimbledonu 2022 s Maxem Purcellem a na Australian Open 2024 s Rohanem Bopannou. Triumfoval také v mixu Australian Open 2013 v páru s Jarmilou Gajdošovou. Jako poražený odešel z finále mužské čtyřhry Australian Open 2022 a wimbledonské smíšené čtyřhry 2022. V grandslamové dvouhře se nejdále probojoval do třetího kola Wimbledonu 2018. Na Hrách Commonwealthu 2010 v Dillí získal bronzovou medaili ve dvouhře mužů. 
Na žebříčku ATP byl nejvýše ve dvouhře klasifikován v říjnu 2018 na 39. místě a ve čtyřhře pak v únoru 2024 na 1. místě. Trénuje jej Omar Hejleh. Dříve tuto roli plnili Liam Smith a Milo Bradley.
V australském daviscupovém týmu debutoval v roce 2012 čtvrtfinálem 1. skupiny zóny Asie a Oceánie proti Čínské lidové republice, v němž vyhrál nad Ja-nan Maem. Do září 2024 v soutěži nastoupil k dvanácti mezistátním utkáním s bilancí 4–0 ve dvouhře a 7–2 ve čtyřhře.
Do premiérového singlového finále okruhu ATP Tour postoupil na červencovém Hall of Fame Tennis Championships 2017 v rhodeislandském Newportu, když jako kvalifikant prošel hlavní soutěží až do závěrečného boje o titul. V něm za 74 minut nestačil na nejvýše nasazeného, 32letého Američana Johna Isnera, po dvousetovém průběhu. Ebdenovi během soutěže patřila 249. příčka žebříčku a představoval tak nejníže postaveného finalistu turnaje ATP od Raemona Sluitera v ’s-Hertogenboschi 2009, jenž tehdy figuroval na 866. místě.

## Soukromý život
Narodil se roku 1987 v jihoafrickém Durbanu do rodiny Charlese a Ann Ebdenových. Vystudoval střední školu v Perthu. Má dvě sestry, fyzioterapeutku Tarryn a účetní Candice Ebdenovy. Jeho domovským oddílem je tenisový klub Wembley Downs.
Dne 16. listopadu 2012 se oženil s právničkou Kim Doigovou v západoaustralském Margaret River.

## Finále na Grand Slamu

### Mužská čtyřhra: 4 (2–2)
| Stav      | rok  | turnaj          | povrch | spoluhráč     | soupeři ve finále               | výsledek                                |
| --------- | ---- | --------------- | ------ | ------------- | ------------------------------- | --------------------------------------- |
| Finalista | 2022 | Australian Open | tvrdý  | Max Purcell   | Thanasi Kokkinakis Nick Kyrgios | 5–7, 4–6                                |
| Vítěz     | 2022 | Wimbledon       | tráva  | Max Purcell   | Nikola Mektić Mate Pavić        | 7–6(7–5), 6–7(3–7), 4–6, 6–4, 7–6(10–2) |
| Finalista | 2023 | US Open         | tvrdý  | Rohan Bopanna | Rajeev Ram Joe Salisbury        | 6–2, 3–6, 4–6                           |
| Vítěz     | 2024 | Australian Open | tvrdý  | Rohan Bopanna | Simone Bolelli Andrea Vavassori | 7–6(7–0), 7–5                           |

### Smíšená čtyřhra: 3 (1–2)
| Stav      | rok  | turnaj          | povrch | spoluhráčka        | soupeři ve finále                | výsledek |
| --------- | ---- | --------------- | ------ | ------------------ | -------------------------------- | -------- |
| Vítěz     | 2013 | Australian Open | tvrdý  | Jarmila Gajdošová  | Lucie Hradecká František Čermák  | 6–3, 7–5 |
| Finalista | 2021 | Australian Open | tvrdý  | Samantha Stosurová | Barbora Krejčíková Rajeev Ram    | 1–6, 4–6 |
| Finalista | 2022 | Wimbledon       | tráva  | Samantha Stosurová | Neal Skupski Desirae Krawczyková | 4–6, 3–6 |

## Utkání o olympijské medaile

### Mužská čtyřhra: 1 (1 zlatá medaile)
| Stav  | rok  | místo konání   | povrch | spoluhráč  | soupeři                    | výsledek                   |
| ----- | ---- | -------------- | ------ | ---------- | -------------------------- | -------------------------- |
| Zlato | 2024 | Paříž, Francie | antuka | John Peers | Austin Krajicek Rajeev Ram | 6–7(6–8), 7–6(7–1), [10–8] |

## Finále na okruhu ATP Tour
| Legenda                       |
| ----------------------------- |
| D – dvouhra; Č – čtyřhra      |
| Grand Slam (2–2 Č)            |
| Olympijské hry (1–0 Č)        |
| Turnaj mistrů (0)             |
| ATP Tour Masters 1000 (2–3 Č) |
| ATP Tour 500 (1–1 Č)          |
| ATP Tour 250 (0–1 D; 6–7 Č)   |

### Dvouhra: 1 (0–1)
| Stav      | č. | datum             | turnaj                 | povrch | soupeř ve finále | výsledek      |
| --------- | -- | ----------------- | ---------------------- | ------ | ---------------- | ------------- |
| Finalista | 1. | 23. července 2017 | Newport, Spojené státy | tráva  | John Isner       | 3–6, 6–7(4–7) |

### Čtyřhra: 25 (12–13)
| Stav      | č.  | datum             | turnaj                                | povrch    | spoluhráč          | soupeři ve finále                          | výsledek                                |
| --------- | --- | ----------------- | ------------------------------------- | --------- | ------------------ | ------------------------------------------ | --------------------------------------- |
| Vítěz     | 1.  | 10. července 2011 | Newport, Spojené státy                | tvrdý     | Ryan Harrison      | Johan Brunström Adil Shamasdin             | 4–6, 6–3, [10–5]                        |
| Vítěz     | 2.  | 24. července 2011 | Atlanta, Spojené státy                | tvrdý     | Alex Bogomolov     | Matthias Bachinger Frank Moser             | 3–6, 7–5, [10–8]                        |
| Finalista | 1.  | 15. ledna 2012    | Sydney, Austrálie                     | tvrdý     | Jarkko Nieminen    | Bob Bryan Mike Bryan                       | 1–6, 4–6                                |
| Vítěz     | 3.  | 22. července 2012 | Atlanta, Spojené státy                | tvrdý     | Ryan Harrison      | Xavier Malisse Michael Russell             | 6–3, 3–6, [10–6]                        |
| Vítěz     | 4.  | 1. března 2014    | Acapulco, Mexiko                      | antuka    | Kevin Anderson     | Feliciano López Max Mirnyj                 | 6–3, 6–3                                |
| Finalista | 2.  | květen 2019       | Ženeva, Švýcarsko                     | antuka    | Robert Lindstedt   | Oliver Marach Mate Pavić                   | 4–6, 4–6                                |
| Finalista | 3.  | únor 2021         | Singapur, Singapur                    | tvrdý (h) | John-Patrick Smith | Sander Gillé Joran Vliegen                 | 2–6, 3–6                                |
| Finalista | 4.  | 29. ledna 2022    | Australian Open, Melbourne, Austrálie | tvrdý     | Max Purcell        | Thanasi Kokkinakis Nick Kyrgios            | 5–7, 4–6                                |
| Vítěz     | 5.  | 10. dubna 2022    | Houston, Spojené státy                | antuka    | Max Purcell        | Ivan Sabanov Matej Sabanov                 | 6–3, 6–3                                |
| Finalista | 5.  | 12. června 2022   | 's-Hertogenbosch, Nizozemsko          | tráva     | Max Purcell        | Wesley Koolhof Neal Skupski                | 6–4, 5–7, [6–10]                        |
| Vítěz     | 6.  | 9. července 2022  | Wimbledon, Londýn, Spojené království | tráva     | Max Purcell        | Nikola Mektić Mate Pavić                   | 7–6(7–5), 6–7(3–7), 4–6, 6–4, 7–6(10–2) |
| Vítěz     | 7.  | srpen 2022        | Winston-Salem, Spojené státy          | tvrdý     | Jamie Murray       | Hugo Nys Jan Zieliński                     | 6–4, 6–2                                |
| Finalista | 6.  | říjen 2022        | Neapol, Itálie                        | tvrdý     | John Peers         | Ivan Dodig Austin Krajicek                 | 3–6, 6–1, [8–10]                        |
| Finalista | 7.  | únor 2023         | Rotterdam, Nizozemsko                 | tvrdý (h) | Rohan Bopanna      | Ivan Dodig Austin Krajicek                 | 6–7(5–7), 6–2, [10–12]                  |
| Vítěz     | 8.  | únor 2023         | Dauhá, Katar                          | tvrdý     | Rohan Bopanna      | Constant Lestienne Botic van de Zandschulp | 6–7(5–7), 6–4, [10–6]                   |
| Vítěz     | 9.  | březen 2023       | Indian Wells, Spojené státy           | tvrdý     | Rohan Bopanna      | Wesley Koolhof Neal Skupski                | 6–3, 2–6, [10–8]                        |
| Finalista | 8.  | 6. května 2023    | Madrid, Španělsko                     | antuka    | Rohan Bopanna      | Karen Chačanov Andrej Rubljov              | 3–6, 6–3, [3–10]                        |
| Finalista | 9.  | 8. září 2023      | US Open, New York, Spojené státy      | tvrdý     | Rohan Bopanna      | Rajeev Ram Joe Salisbury                   | 6–2, 3–6, 4–6                           |
| Finalista | 10. | 15. října 2023    | Šanghaj, Čína                         | tvrdý     | Rohan Bopanna      | Marcel Granollers Horacio Zeballos         | 7–5, 2–6, [7–10]                        |
| Finalista | 11. | 15. istopadu 2023 | Paříž, Francie                        | tvrdý (h) | Rohan Bopanna      | Santiago González Édouard Roger-Vasselin   | 2–6, 7–5, [7–10]                        |
| Finalista | 12. | 13. ledna 2024    | Adelaide, Austrálie                   | tvrdý     | Rohan Bopanna      | Rajeev Ram Joe Salisbury                   | 5–7, 7–5, [9–11]                        |
| Vítěz     | 10. | 27. ledna 2024    | Australian Open, Melbourne, Austrálie | tvrdý     | Rohan Bopanna      | Simone Bolelli Andrea Vavassori            | 7–6(7–0), 7–5                           |
| Vítěz     | 11. | 30. března 2024   | Miami, Spojené státy                  | tvrdý     | Rohan Bopanna      | Ivan Dodig Austin Krajicek                 | 6–7(3–7), 6–3, [10–6]                   |
| Finalista | 13. | červen 2024       | Eastbourne, Spojené království        | tráva     | John Peers         | Neal Skupski Michael Venus                 | 6–4, 6–7(2–7), [9–11]                   |
| Vítěz     | 12. | srpen 2024        | LOH – Paříž, Francie                  | antuka    | John Peers         | Austin Krajicek Rajeev Ram                 | 6–7(6–8), 7–6(7–1), [10–8]              |

## Finále na challengerech ATP a okruhu Futures

### Dvouhra: 21 (15–6)
| Legenda           |
| Challengers (9–4) |
| Futures (6–2)     |

| Stav      | č. | datum              | turnaj                         | povrch      | soupeř ve finále | výsledek                |
| --------- | -- | ------------------ | ------------------------------ | ----------- | ---------------- | ----------------------- |
| Vítěz     | 1. | 6. srpna 2007      | Milwaukee, Spojené státy       | tvrdý       | Michael Yani     | 3–6, 6–1, 7–5           |
| Vítěz     | 2. | 5. května 2008     | Čchangwon, Jižní Korea         | tvrdý       | Tošihide Macui   | 6–4, 7–5                |
| Finalista | 1. | 15. února 2009     | Mildura, Austrálie             | tráva       | Brydan Klein     | 0–6, 4–6                |
| Vítěz     | 3. | 12. října 2009     | Port Pirie, Austrálie          | tvrdý       | Jamie Baker      | 6–2, 6–4                |
| Vítěz     | 4. | 16. listopad 2009  | Esperance, Austrálie           | tvrdý       | John Millman     | 6–3, 6–4                |
| Finalista | 2. | 29. listopadu 2009 | Kalgoorlie, Austrálie          | tvrdý       | John Millman     | 2–6, 6–7(1–7)           |
| Vítěz     | 5. | 6. prosince 2009   | Bendigo, Austrálie             | tvrdý       | James Lemke      | 6–1, 6–1                |
| Finalista | 1. | 4. března 2010     | Kjóto, Japonsko                | koberec (h) | Júiči Sugita     | 6–4, 4–6, 1–6           |
| Vítěz     | 6. | 23. října 2010     | Glasgow, Skotsko               | tvrdý       | Daniel Evans     | 6–2, 3–6, 6–3           |
| Vítěz     | 1. | 9. června 2013     | Nottingham, Spojené království | tráva       | Benjamin Becker  | 7–5, 4–6, 7–5           |
| Finalista | 2. | 23. září 2013      | Napa, Spojené státy            | tvrdý       | Donald Young     | 6–4, 4–6, 2–6           |
| Finalista | 3. | 13. října 2013     | Tiburon, Spojené státy         | tvrdý       | Peter Polansky   | 5–7, 3–6                |
| Vítěz     | 2. | 17. října 2013     | Melbourne, Austrálie           | tvrdý       | Tacuma Itó       | 6–3, 5–7, 6–3           |
| Vítěz     | 3. | 27. listopadu 2013 | Jokohama, Japonsko             | tvrdý       | Go Soeda         | 2–6, 7–6(7–3), 6–3      |
| Vítěz     | 4. | 24. listopadu 2013 | Tojota, Japonsko               | koberec (h) | Júiči Sugita     | 6–3, 6–2                |
| Vítěz     | 5. | 14. června 2015    | Surbiton, Spojené království   | tráva       | Denis Kudla      | 6–7(4–7), 6–4, 7–6(7–5) |
| Finalista | 4. | 21. června 2015    | Ilkley, Spojené království     | tráva       | Denis Kudla      | 3–6, 4–6                |
| Vítěz     | 6. | 1. listopadu 2015  | Traralgon, Austrálie           | tvrdý       | Jordan Thompson  | 7–5, 6–3                |
| Vítěz     | 7. | 5. listopadu 2017  | Canberra, Austrálie            | tvrdý       | Taró Daniel      | 7–6(7–4), 6–4           |
| Vítěz     | 8. | 19. listopadu 2017 | Tojota, Japonsko (2)           | koberec (h) | Calvin Hemery    | 7–6(7–3), 6–3           |
| Vítěz     | 9. | 20. května 2018    | Pusan, Jižní Korea             | tvrdý       | Vasek Pospisil   | 7–6(7–4), 6–1           |

## Finále soutěží družstev: 2 (0–2)
| Výsledek  | č. | datum a místo konání                                                                   | spoluhráči                                                    | soupeři                                                                               | skóre |
| --------- | -- | -------------------------------------------------------------------------------------- | ------------------------------------------------------------- | ------------------------------------------------------------------------------------- | ----- |
| Finalista | 1. | Davis Cup 2022 27. listopadu 2022 Málaga, Španělsko tvrdý (hala), Martin Carpena Arena | Alex de Minaur Thanasi Kokkinakis Max Purcell Jordan Thompson | Kanada                                                                                | 0–2   |
| Finalista | 1. | Davis Cup 2022 27. listopadu 2022 Málaga, Španělsko tvrdý (hala), Martin Carpena Arena | Alex de Minaur Thanasi Kokkinakis Max Purcell Jordan Thompson | Félix Auger-Aliassime Denis Shapovalov Vasek Pospisil Alexis Galarneau Gabriel Diallo | 0–2   |
| Finalista | 2. | Davis Cup 2023 26. listopadu 2023 Málaga, Španělsko tvrdý (hala), Martin Carpena Arena | Alex de Minaur Alexei Popyrin Max Purcell Jordan Thompson     | Itálie                                                                                | 0–2   |
| Finalista | 2. | Davis Cup 2023 26. listopadu 2023 Málaga, Španělsko tvrdý (hala), Martin Carpena Arena | Alex de Minaur Alexei Popyrin Max Purcell Jordan Thompson     | Jannik Sinner Lorenzo Musetti Matteo Arnaldi Lorenzo Sonego Simone Bolelli            | 0–2   |